# Geg albán nyelv
A geg albán nyelv (vagy Gheg) az albán nyelv északon beszélt nagy dialektusa. A másik, a toszk albán az irodalmi nyelv kizárólagos alapja. Az albán nyelv harmadik változata az arberes nyelv az olaszországi albánok egy részének nyelve, mely szintén toszk nyelvjárásból ered, de attól teljesen különbözik, sőt saját sztenderd normái teremtődtek.
A geg albán nyelv Koszovó lakosságának kizárólagos nyelve. Macedónia északi vidékein, elsősorban Koszovóból áttelepedtek használják, míg a legtöbb macedóniai albán toszk nyelvű. A montenegrói albán kisebbség szintén geg albánt beszél. Szerbiában jelentős számban Preševo, Bujanovac és Medveđa környékén beszélnek geg albánul. Szicíliában és Dél-Olaszországban is vannak kisebb csoportok.

## Nyelvjárások
A geg albán nyelv dialektusai a égtájak alapján oszlanak meg:
- Déli geg nyelvjárás (Durrës, Elbasan és Tirana vidékeken, valamint Nyugat-Macedóniában)
  - Közép-geg nyelvjárás, tulajdonképpen a déli geg alnyelvjárása (bár ezen vitatkoznak még)
- Északnyugati geg nyelvjárás (Koszovó több városában és Albánia északnyugati vidékein, valamint a montenegrói Bar, Gusinje és Peja vidékein)
- Keleti geg nyelvjárás (Északkelet-Albánia Peshkopia nevű városánál és Macedónia néhány nyugati határszéli városának környékén
- Északkeleti geg nyelvjárás (a koszovói Kačanikban és Macedóniában, többek között Szkopje környékén)
- Északi geg nyelvjárás (Priština és Mitrovica nyelvjárása, illetve a niši vidéken)

## Jellemzői
A geg és a toszk nyelvet a Shkumbin folyó jól elhatárolja, ennek tudható be a két dialektus közötti jól észlelhető különbségek. A geg albán nyelvben több az orális és nazális hang mint az irodalmi albánban és a toszk nyelvben. A szavakat általában más kiejtéssel mondja.
| Irodalmi albán | Toszk         | Geg           | Magyar    |
| -------------- | ------------- | ------------- | --------- |
| Shqipëri       | Shqipëri      | Shqypní       | Albánia   |
| një            | një           | nji / njâ     | egy       |
| nëntë          | nëntë         | nândë         | kilenc    |
| është          | është         | âsht / â      | ez        |
| bëj            | bëj           | bâj           | én        |
| emër           | emër          | êmën          | név       |
| pjekuri        | pjekuri       | pjekuni       | érettség  |
| gjendje        | gjëndje       | gjêndje       | állapot   |
| zog            | zok           | zog           | madár     |
| mbret          | mbret         | mret/regj     | király    |
| për të punuar  | për të punuar | me punue      | dolgozni  |
| rërë           | rërë          | rânë          | homok     |
| qenë           | qënë          | kjênë / kânë  | kell      |
| dëllinjë       | enjë          | bërshê        | boróka    |
| baltë          | llum          | lloq          | sár       |
| cimbidh        | mashë         | danë          | piszkavas |
| mundem         | mundem        | mûj           | tudom     |
| vend           | vënd          | ven           | hely      |
| dhelpër        | dhelpër       | skile/dhelpën | róka      |

## A geg nyelv ma
A geg albán nyelvnek az utóbbi időben Koszovóban kezd kialakulni egyfajta kultúrája. Néhány író ír is geg nyelven, s Koszovóban a televíziónak vannak geg nyelvű adásai, illetve az újságokban is gyakran vannak geg cikkek.